# فرهنگستان علوم اتریش
فرهنگستان علوم اتریش یا آکادمی علوم اتریش (به آلمانی: Österreichische Akademie der Wissenschaften)، یک سازمان قانونی تحت حفاظت ویژهٔ جمهوری اتریش است. با توجه به اساسنامهٔ این فرهنگستان، مأموریت آن ترویج علوم و علوم انسانی در هر جهت و در هر زمینه، به ویژه در پژوهش‌های بنیادی است. در سال ۲۰۰۹، آکادمی علوم اتریش در رتبه‌بندیِ ۳۰۰ مرکز تحقیقاتی در سطح جهان در رتبهٔ هشتاد و دوم قرار گرفت که این رتبه‌بندی براساس حضور و کیفیت اینترنتی آکادمی‌ها توسط وبومتریک؛ سامانهٔ «رتبه‌بندی‌های وبومتریک مراکز تحقیق جهانی» انجام شده‌است.

## پیشینه
گوتفرید ویلهلم لایبنیتس فیلسوف و ریاضی‌دان، در ۱۷۱۳، با الهام از انجمن سلطنتی و فرهنگستان علوم فرانسه، ایجاد چنین آکادمی را پیشنهاد کرد. در نهایت این آکادمی؛ «Kaiserliche Akademie der Wissenschaften در وین» با منشور امپراتوری در ۱۴ مهٔ ۱۸۴۷ تأسیس شد.
آکادمی به زودی تحقیقات گسترده‌ای را آغاز کرد. در زمینهٔ علوم انسانی، فعالیت آکادمی با تحقیق و انتشار منابع مهم تاریخی اتریش آغاز شد. تحقیقات در علوم طبیعی نیز موضوعات متنوعی را پوشش می‌داد. قانون فدرال ۱۹۲۱، اساس قانونی آکادمی را برای نخستین بار در جمهوری نخست اتریشِ تازه‌تأسیس را تضمین کرد؛ و از اواسط دههٔ ۱۹۶۰ به بعد این نهاد به صورت یک نهاد برجسته و پیش‌تاز کشور در زمینه و پایهٔ تحقیقات غیر دانشگاهی گردید.
این آکادمی همچنین یک انجمن علمی است و اعضای گذشتهٔ آن شامل؛ کریستیان دوپلر، تئودور بیلرت، آنتون ایزلسبرگ، اتو هیتمایر، ادوارد سوس، لویدویگ بولتزمن، پل کرتشمر، هانس هورست میر، رولند شول، جولیوس فون شلرسر، و برندگان جایزه نوبل مانند؛ یولیوس واگنر-یاورگ، ویکتور فرانتس هس، اریون شرودینگر و کنراد لورنتس هستند.